# Henry Eyring
Henry Eyring (Colonia Juárez, 20 febbraio 1901 – Salt Lake City, 26 dicembre 1981) è stato un chimico messicano naturalizzato statunitense.
Si occupò di chimica fisica, dando il suo maggiore contributo allo studio delle velocità delle reazioni chimiche e degli intermedi di reazione. Fu anche un prolifico scrittore, avendo pubblicato più di 600 articoli scientifici, dieci libri scientifici, e alcuni libri riguardanti il rapporto tra scienza e religione. Ricevette il premio Wolf per la chimica nel 1980 e la National Medal of Science nel 1966 per avere sviluppato la Teoria delle Velocità Assolute delle reazioni chimiche, uno dei più importanti sviluppi della chimica del ventesimo secolo. Diversi altri chimici ricevettero successivamente il premio Nobel per studi basati su questa teoria, e la mancata assegnazione del Nobel a Eyring suscitò sorpresa in molti.
Fu anche eletto presidente della American Chemical Society nel 1963 e della American Association for the Advancement of Science nel 1965.

## Biografia
Eyring venne allevato in una fattoria di bestiame a Colonia Juárez, Messico, per i primi 11 anni della sua vita. Nel luglio 1912, la sua famiglia e circa altri 4.200 emigranti furono cacciati via dal Messico dai violenti ribelli durante la rivoluzione messicana e si trasferirono a El Paso, Texas. Dopo avere vissuto a El Paso per circa un anno, la famiglia Eyring si stabilì a Pima, Arizona, dove Henry completò la scuola superiore e mostrò una speciale attitudine per la matematica e le scienze. Studiò anche alla Gila Academy di Thatcher, Arizona, adesso nota come Eastern Arizona College, dove uno dei pilastri di fronte all'edificio principale porta ancora il suo nome, insieme a quello di suo cognato Spencer W. Kimball.
Nel 1919, Eyring usufruì di una borsa di studio all'Università dell'Arizona dove conseguì le lauree in ingegneria mineraria, metallurgia e chimica. Successivamente conseguì il dottorato in chimica all'Università di Berkeley nel 1927 con una tesi intitolata A Comparison of the Ionization by, and Stopping Power for, Alpha Particles of Elements and Compounds.
Dopo avere esaminato la sua dissertazione, l'Università di Princeton recrutò Eyring come docente nel 1931. Continuò la sua attività a Princeton fino al 1946 quando gli fu offerta una posizione di decano della scuola di perfezionamento all'Università dello Utah. L'edificio di chimica all'interno della cittadella universitaria porta il suo nome in suo onore.
Ebbe tre figli da sua moglie Mildred Bennion. Il più grande, Edward M. "Ted" Eyring è professore di chimica all'Università dello Utah. Henry B. Eyring è Primo Consigliere della Prima Presidenza della Chiesa di Gesù Cristo dei santi degli ultimi giorni. Harden B. Eyring è un dirigente dell'educazione superiore per lo Stato dello Utah.